# Florenci Bach
Florenci Bach (Sabadell, 1949) és economista per la Universitat Autònoma de Barcelona i diplomat en direcció general (IESE), vinculat professionalment a la informàtica i les telecomunicacions.

## Biografia
Va ser director general de l’Associació Empresarial SEDISI (1985-1993), la patronal de la informàtica amb presència en organismes com la CEOE i Fira de Barcelona; consultor de l'Hospital de Sabadell i del consorci de REDITEL, cap del Centre de Procés de Dades de la UAB (1979-1984), responsable d’informàtica del grup d’empreses tèxtil M. Bosser i programador-analista dels serveis informàtics del Centre de Càlcul de Sabadell (1973-1975).
Entre 1995 i 1996 va ser regidor de CiU a l'Ajuntament de Sabadell i professor d’informàtica a la Universitat Pompeu Fabra. Entre 1996 i 2000, va ser vicepresident de la Comisión del Mercado de las Telecomunicaciones (CMT), organisme estatal de nova creació i regulador de la competència al sector de les Telecomunicacions. Fins a 2013, la CMT va tenir la seu al 22@ de Barcelona, per decisió del ministre José Montilla, però el govern espanyol del PP va decidir el seu traslladat a Madrid.